# Остречка
Остречка — река в России, протекает по Бокситогорскому и Тихвинскому районам Ленинградской области.
Исток — небольшое озеро в Бокситогорском районе, западнее деревни Абрамова Гора, северо-восточнее деревни Пятино. Течёт на запад, пересекает дорогу Н4 и бывшую Кургальскую узкоколейную дорогу.
Устье реки находится в Тихвинском районе, в 18 км по правому берегу реки Ретеши. Длина реки составляет 15 км.

## Данные водного реестра
По данным государственного водного реестра России относится к Балтийскому бассейновому округу, водохозяйственный участок реки — Свирь, речной подбассейн реки — Свирь (включая реки бассейна Онежского озера). Относится к речному бассейну реки Нева (включая бассейны рек Онежского и Ладожского озера).
Код объекта в государственном водном реестре — 01040100812102000013482.